# Aubevoye
Aubevoye est une ancienne commune française, située dans le département de l'Eure en région Normandie, devenue le 1er janvier 2016 une commune déléguée au sein de la commune nouvelle du Val-d'Hazey. Les Albaviens y résident.
Par arrêt du 27 juin 2019, la cour administrative d'appel de Douai a annulé l’arrêté préfectoral portant création de la commune du Val d'Hazey avec effet au 1er décembre 2019.

## Géographie
Aubevoye est située dans la vallée de la Seine, qu'elle borde, et s'étend jusqu'aux coteaux boisés qui la surplombent.
Aubevoye se situe au nord de Gaillon et d'Évreux (respectivement à 1,9 km et 26 km), à 9,7 km au sud des Andelys, au sud-est de Louviers et Rouen (respectivement à 19 km et 48,9 km) et à 15,1 km au nord-ouest de Vernon.

### Communes limitrophes
|                                                       | Villers-sur-le-Roule | Courcelles-sur-Seine    |
| Vieux-Villez (comm. nouv. du Val-d'Hazey)             | Aubevoye             |                         |
| Sainte-Barbe-sur-Gaillon (comm. nouv. du Val-d'Hazey) | Gaillon              | Saint-Pierre-la-Garenne |

Une partie du lieu-dit « Le Roule » est rattachée à la commune. Tosny et Villers-sur-le-Roule se partagent les autres démembrements.
Avec Aubevoye, l'île du Roule est partagée entre Courcelles-sur-Seine et Villers-sur-le-Roule.

### Hydrographie
La commune est traversée par le « ru du Canal »
 ou « ravine du Hazey », affluent de la Seine, dont la commune est riveraine.
En outre, on relève de nombreuses sources dont le captage permet l'entretien de bassins de rétention pour divers usages : en dernier lieu, celui de Tournebut est employé à l'arrosage des plantes de la commune.

### Climat
À titre d'illustration, on a jugé utile d'exposer ci-dessous les normales climatiques du chef-lieu de département:
| Mois                              | jan. | fév. | mars  | avril | mai   | juin  | jui.  | août  | sep.  | oct.  | nov. | déc. | année   |
| --------------------------------- | ---- | ---- | ----- | ----- | ----- | ----- | ----- | ----- | ----- | ----- | ---- | ---- | ------- |
| Température minimale moyenne (°C) | 1    | 0,9  | 2,9   | 4,6   | 8,1   | 10,8  | 12,9  | 12,8  | 10,2  | 7,5   | 3,8  | 1,5  | 6,4     |
| Température moyenne (°C)          | 3,9  | 4,3  | 7,2   | 9,5   | 13,1  | 16,1  | 18,6  | 18,4  | 15,4  | 11,6  | 7,1  | 4,3  | 10,8    |
| Température maximale moyenne (°C) | 6,8  | 7,7  | 11,4  | 14,4  | 18,1  | 21,4  | 24,2  | 24    | 20,5  | 15,7  | 10,4 | 7,1  | 15,1    |
| Ensoleillement (h)                | 60   | 78,3 | 120,3 | 175,1 | 180,9 | 210,8 | 190,1 | 182,8 | 168,9 | 113,8 | 66,6 | 63,5 | 1 611,1 |
| Précipitations (mm)               | 55,7 | 36,1 | 53,2  | 41,1  | 62,2  | 51,9  | 48,3  | 36,8  | 44,1  | 59    | 54,6 | 53,1 | 596,1   |

| Diagramme climatique                                  |            |             |             |             |              |              |            |              |           |             |            |
| J                                                     | F          | M           | A           | M           | J            | J            | A          | S            | O         | N           | D          |
| 6,8155,7                                              | 7,70,936,1 | 11,42,953,2 | 14,44,641,1 | 18,18,162,2 | 21,410,851,9 | 24,212,948,3 | 2412,836,8 | 20,510,244,1 | 15,77,559 | 10,43,854,6 | 7,11,553,1 |
| Moyennes : • Temp. maxi et mini °C • Précipitation mm |            |             |             |             |              |              |            |              |           |             |            |

### Quartiers
On cite les quartiers anciens, d'une part, dans l'ordre des travaux de Charpillon, et, d'autre part, les quartiers contemporains.

#### Quartiers anciens
Bethléem, Charlemagne, Chartreuse de Gaillon, Courtillier, La Créquinière, Maison-Rouge, Les Moulins, Le Moutier, La Roque, Le Roule, Saint-Fiacre, Les Vallets, Gros-Mesnil, Tournebu.

#### Quartiers contemporains
Le parti a été pris de dénommer les quartiers contemporains « résidences ». Parmi elles :
Le clos normand, le clos d'Orléans, Albert-Forcinal, Edmond-Bliard, Charles-Trénet, le clos des vignes, le Hazey, la ferme, la voie blanche, le clos de l'argilière, la Galiotte, Albert-Posier, Charles-Perrault, le chemin vert.

### Voies de communication et transports

#### Voies routières
Aubevoye est desservie par la D 316 sur l'axe Évreux - Les Andelys et traversée par la D 65 sur l'axe Herqueville -  Croisy-sur-Eure. Un embranchement emprunte l'artère principale qu'est la rue Saint-Fiacre/rue du général-De-Gaulle/rue de Sarstedt jusqu'à l'entrée de ville de Gaillon.
Un pont routier reconstruit après la Seconde Guerre mondiale traverse la Seine entre la rive gauche albavienne et la rive droite de Courcelles-sur-Seine. Deux ponts existent entre Vernon et Les Andelys.

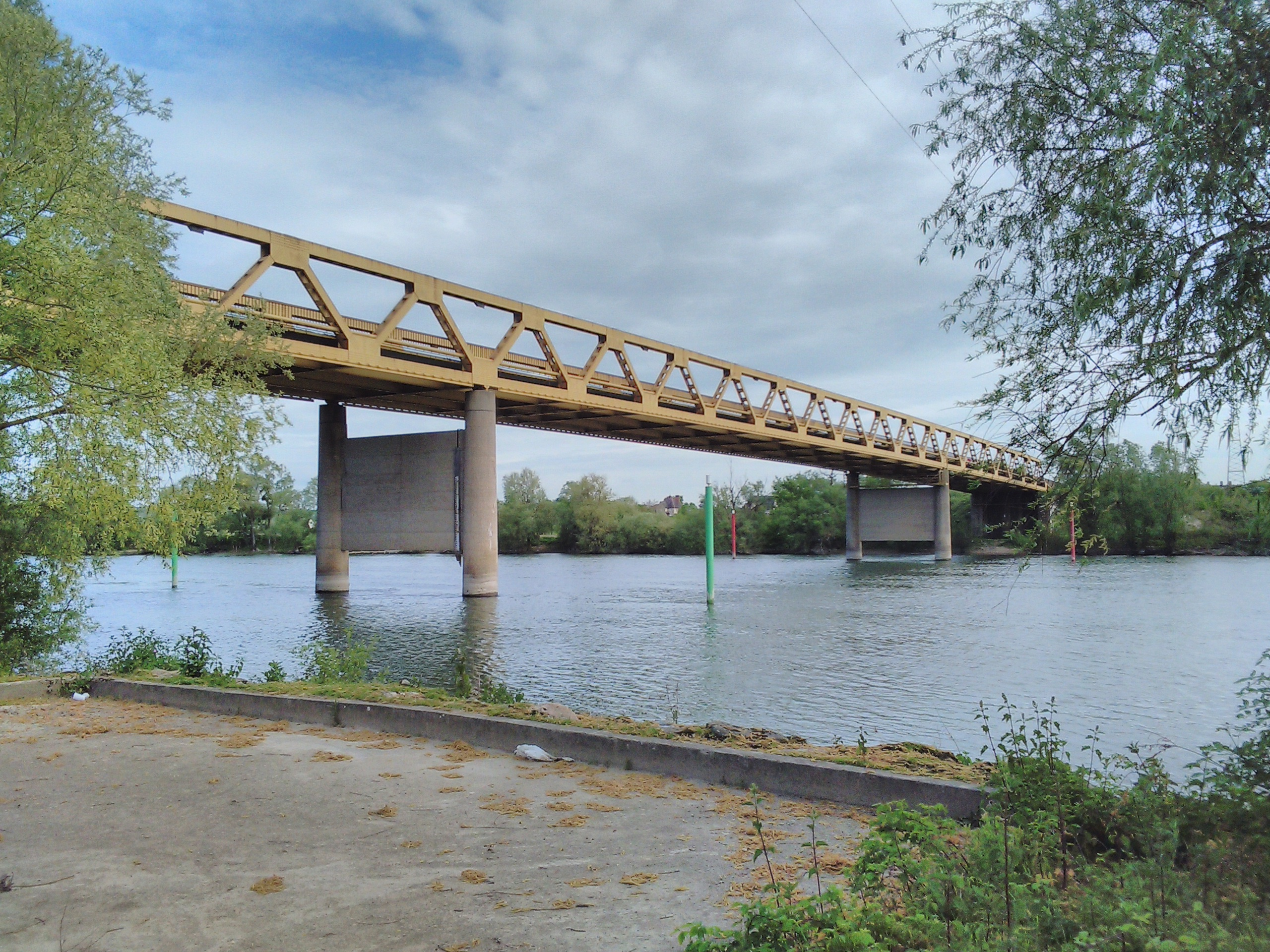
Pont sur la Seine entre Aubevoye et Courcelles -.

#### Transport ferroviaire
La commune est traversée par la ligne ferroviaire de Paris à Rouen.
Le bâtiment voyageurs de la gare de Gaillon - Aubevoye est implanté sur son territoire.
Le tunnel du Roule est l'un des grands ouvrages d'art qu'il a fallu percer sous la commune de Villers-sur-le-Roule dans les années 1840 pour la création de la ligne.

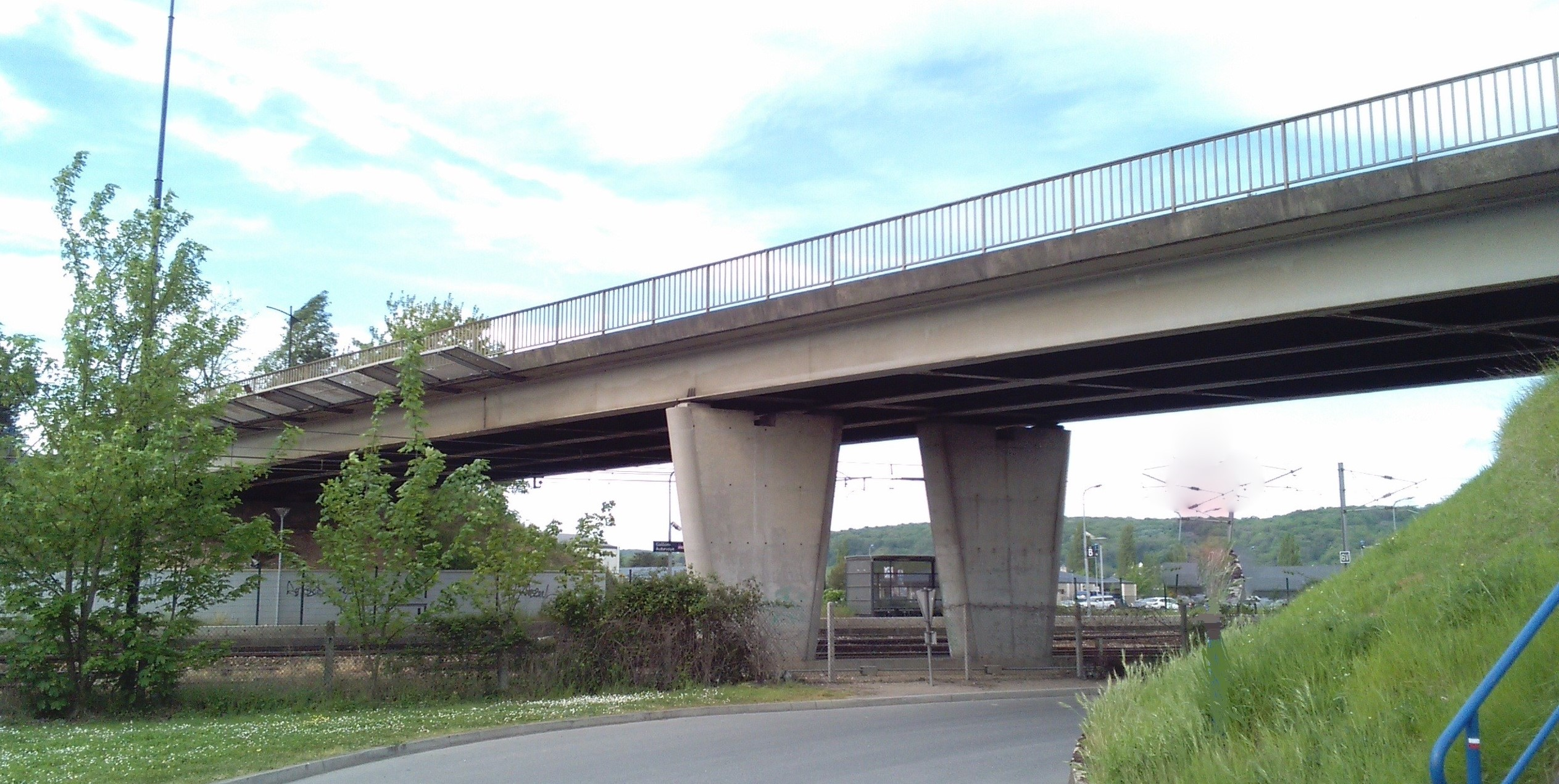
Pont-route RD 316 à hauteur de la gare d'Aubevoye (Eure).

Un pont routier, dans le prolongement de celui de la Seine, enjambe les voies.

#### Transport urbain et interurbain
La commune a aménagé des quais conformes aux normes de transport sur un trajet type.
Une navette emmène les habitants au marché de Gaillon.
En outre, la gare ferroviaire est le point de connexion du réseau interurbain de l'Eure : la ligne 290 y prend ou dépose les voyageurs à destination des Andelys, tandis que la ligne 200 est accessible, sorti de l'emprise de la gare, au niveau de chacun des arrêts de bus aménagés en amont du rond-point de l'avenue de l'Europe, dans le sens Gaillon-Courcelles, soit dans la direction de Gaillon, soit dans la direction opposée des Andelys.

#### Transport fluvial
Aubevoye est bordé par la Seine. Quelques infrastructures sont disponibles pour l'accostage de péniches sur l'axe Rouen - Paris.

## Économie

### Revenus de la population
En 2013, 56,50 % des foyers fiscaux sont imposables contre 65,90 % en moyenne nationale. Entre 2006 et 2013, ce sont 220 foyers fiscaux imposables qui ont enrichi la commune. Le revenu fiscal de référence par ménage est de 21 995 €, soit inférieur à la moyenne nationale, 24 272 €. En revanche, la moyenne de l'impôt sur le revenu net par foyer, 1 515 €, s'élève au-dessus du chiffre national, 1 241 €.
Concernant les impôts locaux (taux communaux 2014), la comparaison avec deux grandes communes voisines établit les données suivantes :
| taux d'imposition      | Aubevoye | Gaillon | Courcelles-s-Seine |
| ---------------------- | -------- | ------- | ------------------ |
| taxe d'habitation      | 11,10    | 12,01   | 9,15               |
| taxe foncière bâti     | 22,50    | 24,01   | 14,92              |
| taxe foncière non bâti | 52,92    | 72,11   | 64,97              |

### Secteurs d'activités

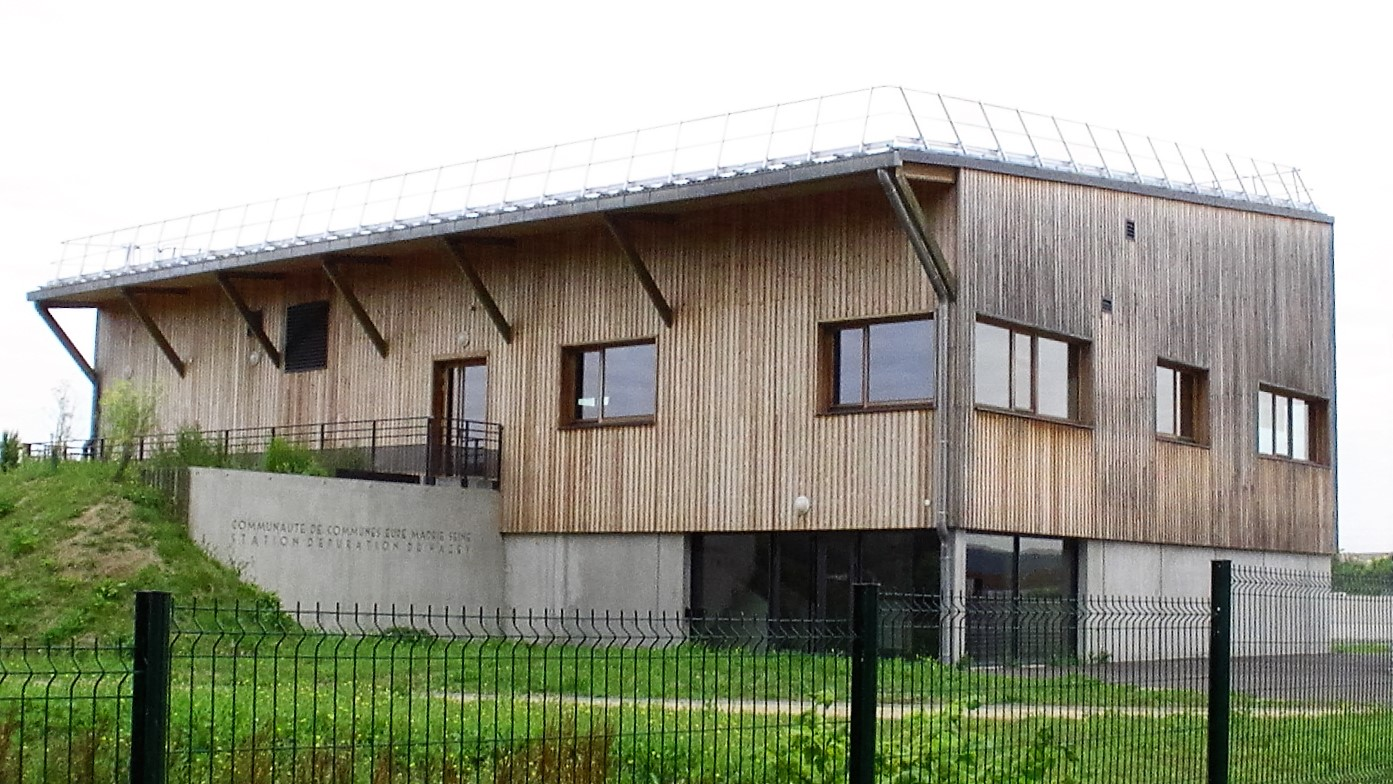
Station d'épuration du Hazey

Aubevoye dispose de zones d'activités (A, B, C...) spécialisées en artisanats ou industries. Pour ne citer que les sociétés anonymes :
- AVRN plastiques, spécialisé dans le travail de récupération de déchets triés (radiation RCS le 31 août 2018)[10].
- BS Coatings, spécialisée dans la fabrication de peintures, vernis, encres et mastics[11].
- Renault y a un centre d'essai de véhicules (35 ans en 2017)[12].
- Fransdal Concept, spécialisé dans les travaux de revêtement des sols et des murs (en liquidation judiciaire depuis 2017)[13].
- Grand Marnier y a installé un site de conditionnement qui fonctionne depuis 1975[14].
- Pipelife France spécialisé dans la fabrication de tubes en plastique[15].
- Carel Fouché possédait une usine de matériel roulant ferroviaire : constructions de caisse de Micheline (transport), de rames en acier inoxydable, voitures voyageurs, wagons foudre et isotherme, voitures de métro . (1929 - 1990)

- Extension de la station d'épuration située au bord du Hazey a été réalisée en 2014-2015.

### Emploi en 2012
Actifs en emploi et chômeurs à Aubevoye
|                  | Aubevoye | % de la population active de 15-64 ans | Moyenne des villes |
| ---------------- | -------- | -------------------------------------- | ------------------ |
| Actifs en emploi | 2 029    | 85,8 %                                 | 90,0 %             |
| Chômeurs         | 336      | 14,2 %                                 | 10,0 %             |
| Inactifs         | 852      | 26,5 %                                 | 25,7 %             |

Activité et emploi selon le sexe à Aubevoye
|                 | Hommes | Hommes : moyenne des villes | Femmes | Femmes : moyenne des villes |
| --------------- | ------ | --------------------------- | ------ | --------------------------- |
| Part des actifs | 51,3 % | 53,4 %                      | 48,7 % | 46,6 %                      |
| Taux d'activité | 77,7 % | 77,6 %                      | 69,6 % | 71,0 %                      |
| Taux d'emploi   | 86,5 % | 91,0 %                      | 85,0 % | 88,8 %                      |
| Taux de chômage | 13,5 % | 9,0 %                       | 15,0 % | 11,2 %                      |

## Urbanisme

### Cadre de vie
La qualité de vie figure au cœur de la politique urbaine, comme en témoignent par exemple l'aménagement de la place devant la mairie ou celui du CRAPA, le réseau de pistes cyclables... La commune est dotée de sentes historiques en nombre encore assez élevé malgré la tendance à la densification des parcelles, qui font le bonheur des marcheurs.
En outre, Aubevoye a été récompensée d'une première fleur au concours des villes et villages fleuris en 2006, avant d'en obtenir une deuxième en 2007.
Un site de déchetterie pour l'ensemble de la communauté de communes est installé dans la zone industrielle.

## Toponymie
Le nom de la localité est attesté sous la forme latinisée Alba via en 1051, et en 1082 (charte de la reine Mathilde), Aubeveia en 1188 (charte d’Amaury III, comte d’Évreux), Aubevia en 1223, Albevia en 1227 (charte citée dans les Comptes de Gaillon), Aubevoie en 1419 (Lettres patentes d'Henri V), Aubevoye en 1793 et 1801 .
Il s'agit d'un toponyme médiéval composé de deux éléments : l'ancien français aube « blanc », dont l'emploi est aujourd'hui limité au sens métaphorique (terme issu du latin vulgaire alba « blanc ») et voye, forme ancienne de « voie » (issu du latin via), d'où le sens global de « voie blanche » en raison de son revêtement. Cependant, on n'a repéré aucun tracé d'ancien itinéraire à ce niveau. L'origine reste donc obscure.
Il existe également aux abords de la forêt de Bord-Louviers, sur la commune de Val-de-Reuil, un lieu-dit La Voie blanche. Or, à cet endroit, un chemin encavé dans le calcaire monte dans la forêt et tranche par sa blancheur avec les couleurs du paysage.

## Histoire

### Antiquité
Un site tout proche de l'actuelle commune laisse à penser que, dès le Néolithique ancien, de premiers agriculteurs se sont installés dans la vallée de la Seine. Une campagne de fouille menée en 2003-2005 par l'Institut national de recherches archéologiques préventives a conduit à la découverte d'un objet insolite selon les chercheurs : un vase zoomorphe, remontant à 6 000 ans avant notre ère.
Un autre site de fouille a mis en évidence la présence avant l'an 300 d'une villa dite du « chemin vert » (restitutions techniques).

### Moyen Âge
Propos liminaires : les détails historiques se rapportant à la commune trouvent leur source dans un document écrit qui fait référence, le Dictionnaire historique de toutes les communes du département de l'Eure.
Faisant partie du domaine de Gaillon, Aubevoye fut annexé au comté d'Évreux en 990 au profit de Robert, fils de Richard (duc de Normandie).
En 1082, on trouve cité Aubevoye dans une charte de la Reine Mathilde.
Gilbert d'Auteuil est châtelain à Aubevoye. Il possède notamment le moulin dit d'Auteuil. En 1204, lors de la conquête de la Normandie par Philippe Auguste, il conserve en partie son fief. Mais il doit céder une partie de ses biens à Lambert Cadoc mercenaire au service du roi de France.
Premier château de Tournebut (qu'on écrit aussi « Tournebu »), avec chapelle intégrée au corps de bâtiment.

### XVIesiècle
1563 : Le cardinal Charles de Bourbon, archevêque de Rouen, fonde, dans la plaine alluviale de la Seine, la chartreuse Notre-Dame de Bonne-Espérance, considérée à l'époque comme « la plus belle de France ».
1575 : la chapelle Saint-Fiacre est unie à la chartreuse.
1582 : la copie de la chapelle de Bethléem est achevée.
1590 : Lorsque le cardinal, captif, meurt cette année, son corps est ramené de Fontenay-le-Comte à l'église de la chartreuse et inhumé avec celui des autres princes de la famille Bourbon-Soissons dans leur tombeau.

### XVIIesiècle

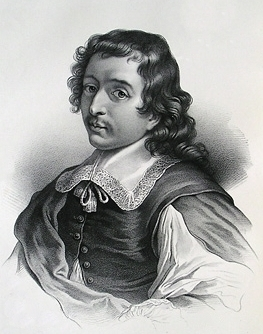
Eustache Le Sueur, Albavien pendant trois ans...

1645 - 1648 : Eustache Le Sueur peint en la Chartreuse une série de tableaux en majorité consacrés à saint Bruno. Ils sont visibles au musée du Louvre.
S'illustrera dans le domaine littéraire en fréquentant Hippolyte Charruau, coadjuteur de la chartreuse.
1652 : le 1er septembre, l'église de la Chartreuse est consacrée par l'évêque d'Évreux Boutault.
1687 : Louis Licherie a achevé une toile représentant la chartreuse.

### XVIIIesiècle

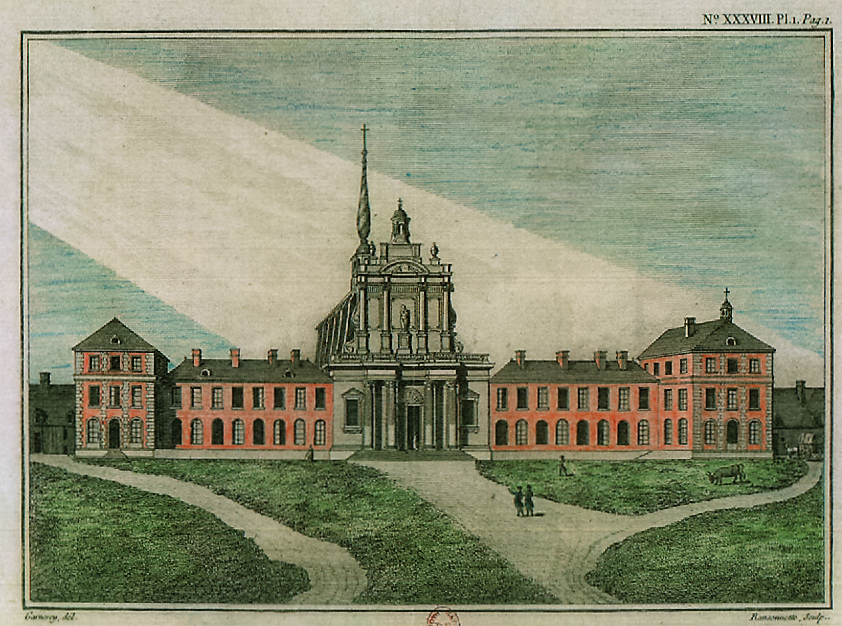
Chartreuse Notre-Dame-de-Bonne-Espérance vers 1780.

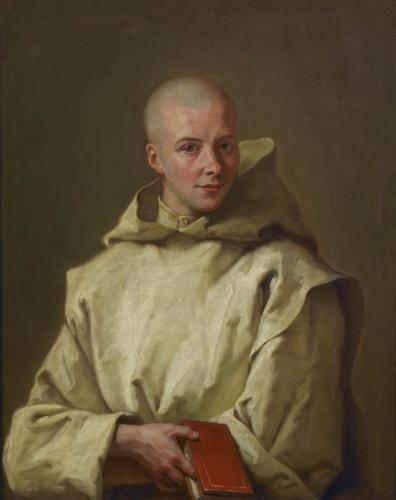
Portrait de Dom Baudouin Du Basset.

1716 : Le peintre Jean II Restout trace le Portrait de Dom Louis Baudouin du Basset, chartreux
1718 : Le peintre Nicolas Bertin visite la chartreuse et note le déplacement du tombeau des princes de Bourbon.
1764 : Incendie de la chartreuse où vivent 24 religieux et 10 frères en 1770 (selon les données de l'abbé Expilly).
1776 : Le 18 septembre, les travaux de reconstruction sont achevés.
1780 : On a une illustration de l'allure somptueuse que possède ce bâtiment. C'est à Nicolas Ransonnette (1745-1810) que l'on doit la gravure originale qui est visible à l'article 37 du tome IV° que lui consacre Millin en 1792, le dessin étant de Jean François Garneray.

### Révolution
1789 - Représentant de l'ordre de la noblesse pour Aubevoye au titre de la généralité de Rouen et généralités secondaires de Pont-de-l'Arche et d'Andely, monsieur de Chalange, qui tient le fief de Grosmesnil depuis au moins 1666. Il a contribué à l'élection des quatre députés de cet ordre aux états généraux du 24 janvier 1789.
1792 : Rachat de la chartreuse par Victor Louis, dot de sa fille.
1794 : En l'église communale, temple de l'Être suprême l'espace de la journée du 10 août, les habitants viennent prêter serment.
1796 : Alexandre Lamaury, nommé garde champêtre

### XIXesiècle
1804 : Madame de Combray prend une part importante aux mouvements de la chouannerie normande.
1829 : plan parcellaire terminé le 1er avril, en six planches
1832 : la statue de saint Bruno, attribuée à Étienne Gois père, est placée dans l'église Saint-Georges, à la faveur de l'initiative personnelle du père Aubourg, ancien chartreux (Dom Dorothée) et curé de la paroisse (1802-1827), qui l'avait épargnée en lieu sûr après la dispersion des effets mobiliers de la Chartreuse.
1840 : 11 décembre - La Dorade passe à hauteur de la Maison Rouge ; ce bateau à vapeur translate les cendres de l'Empereur, ramenées de Sainte-Hélène par Le Havre jusqu'à Paris.
1857 : reconstruction d'un second château de Tournebut. La chapelle est rebâtie à l'écart, en usage jusqu'en 1914. Elle est pourvue d'un sous-sol faisant office de caveau funéraire.
1870 : le 14 octobre, les Prussiens sont bloqués quelque temps sur la rive droite de la Seine, le pont de Courcelles ayant été détruit par le Génie.
1888 : Les travaux vont bon train sur les terres de la ferme de la chartreuse.
1891 : l'amidonnerie Remy s'implante dans le quartier de la gare. La marque est présente à l'exposition coloniale de Rouen de 1896.
1895 : 24 novembre : de nombreuses personnalités assistent à la réouverture de la chapelle de Bethléem, et notamment l'abbé Léon Adolphe Amette.

### XXesiècle

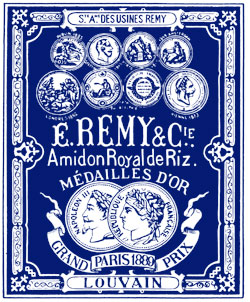
Un produit de la gamme des amidons Remy

La famille Gabriel Perney crée en 1917 une unité de fabrication de matériel ferroviaire (Paris-Aubevoye). Elle devient « Carel Fouché » en 1929 par absorption. En 1933, les Michelines, autorails à pneumatiques, précèdent la fabrication des automotrices en acier inoxydable : ainsi, les éléments des motrices des rames Z 6400 sont assemblés dans les années 1970. Le centre de construction de matériel ferroviaire ferme ses portes en 1989 (groupe Alstom).
L'école de la gare est édifiée entre 1939 et 1942 par l'architecte Georges Thurin; elle est détruite par faits de guerre en 1944.
1940 - 10 juin : La Seine est franchie en plusieurs points malgré la destruction tactique du pont de Courcelles, à Saint-Pierre-du-Vauvray, aux Andelys et à Aubevoye. Par la suite, les occupants allemands établissent un poste de commandement au château de la Créquinière.
1944 - 31 mai -13 août : attaques aériennes contre le pont provisoire de Courcelles sur la Seine.
1950 : le pont de Courcelles est reconstruit.
1955 -2 juillet : Pierre Mendès-France inaugure la nouvelle école de la gare.
Avant son retour aux affaires en 1958, le général De Gaulle eut le projet de s'installer au château de Tournebut.
1966 -12 juin : inauguration de la stèle élevée - rive droite du pont de Courcelles - à la mémoire de l'épisode de la « drôle de guerre » des 9-10 juin 1940.
1970 : création de la zone industrielle intercommunale de Gaillon-Aubevoye-Saint-Pierre-la-Garenne.
1972 : la cheminée de l'amidonnerie Remy disparaît du paysage.
1982 : le parc du château de Gaillon est reconverti en centre d'essai pour automobiles.
1995 : inauguration le 4 novembre de l'espace culturel Marcel Pagnol en présence de Jacqueline Pagnol.

### XXIesiècle
2003 : la commune rejoint la communauté de communes Eure-Madrie-Seine le 1er janvier.
2008 : ouverture du nouvel espace de la bibliothèque : l'Espace Médias qui est renommé en 2015  médiathèque Jean-Luc Recher en hommage au maire.

## Politique et administration

### Tendances politiques et résultats
Détail de l'élection présidentielle de 2012 selon note de référence.

### Liste des maires
| Période           | Période                 | Identité               | Étiquette | Qualité                                                                   |
| ----------------- | ----------------------- | ---------------------- | --------- | ------------------------------------------------------------------------- |
| 1789              | 1790                    | David Gasse            |           |                                                                           |
| 1790              | 1792                    | Michel Laisné          |           |                                                                           |
| 1792              | 1796                    | Joseph Gasse           |           |                                                                           |
| 1796              | 1800                    | François Bayon         |           | beau-frère de Victor Louis                                                |
| 1800              | 1802                    | Guillaume Leriche      |           |                                                                           |
| 1802              | 1804                    | Jacques Liénard        |           |                                                                           |
| 1804              | 1806                    | Jacques Goubert        |           |                                                                           |
| 1806              | 1829                    | Charles Éthis de Corny |           | gendre de Victor Louis                                                    |
| 1829              | 1832                    | François Laisné        |           |                                                                           |
| 1832              | 1839                    | Pierre Guillot         |           | père d'Émile Guillot, victime dans l'affaire de Jeufosse                  |
| 1839              | 1840                    | Aubin Delavigne        |           |                                                                           |
| 1840              | 1870                    | Alexandre Thézard      |           | épicier                                                                   |
| 1870              | 1871                    | Armand Laisné          |           |                                                                           |
| 1871              | 1879                    | Alfred Boudehan        |           |                                                                           |
| 1879              | 1881                    | Armand Laisné          |           |                                                                           |
| 1881              | 1891                    | Guillaume Houdin       |           |                                                                           |
| 1891              | 1892                    | Armand Luzurier        |           |                                                                           |
| 1893              | 1900                    | Arthur Mignot          |           | avoué honoraire près le tribunal de 1re instance de la Seine              |
| 1901              | 1912                    | Édouard Mulot          |           |                                                                           |
| 1912              | 02-09-1939              | Émile Laguette         |           | entre 1914 & 1918, Victor Lapôtre adjoint fonction de maire               |
| 03-09-1939        | 03-06-1940              | Lucien Boudehan        | RG        |                                                                           |
| 04-06-1940        | 04-04-1941              | Lucien Boudehan        | RG        | élu conseiller général                                                    |
| 05-04-1941        | 14-11-1944              | Almine Huard           |           | délégation spéciale pendant l'occupation                                  |
| 15-11-1944        | 29-04-1945              | Marcel Gaudeau         |           |                                                                           |
| 05-1945           | 03-05-1953              | Dominique Béchennec    |           |                                                                           |
| 03-05-1953        | 03-1983                 | Edmond Bliard          |           |                                                                           |
| 19-03-1983        | 07-05-1987              | Bernard Chandelier     | DVD       | élection intermédiaire en 1987                                            |
| 07-05-1987        | 11-06-1995              | Albert Posier          |           | réélection en mars 1989                                                   |
| 18 juin 1995      | 11 septembre 2015 Décès | Jean-Luc Recher        | DVG       | Instituteur retraité, conseiller général puis départemental               |
| 11 septembre 2015 | 6 décembre 2015         | Francis Rosay          | DVG       | Retraité, 1er adjoint, maire par intérim à la suite du décès de JL Recher |
| 6 décembre 2015   | 31 décembre 2015        | Michèle Pucheu         | DVG       | Retraitée                                                                 |

## Démographie
L'évolution du nombre d'habitants est connue à travers les recensements de la population effectués dans la commune depuis 1793. À partir du 1er janvier 2009, les populations légales des communes sont publiées annuellement dans le cadre d'un recensement qui repose désormais sur une collecte d'information annuelle, concernant successivement tous les territoires communaux au cours d'une période de cinq ans. 
Pour les communes de moins de 10 000 habitants, une enquête de recensement portant sur toute la population est réalisée tous les cinq ans, les populations légales des années intermédiaires étant quant à elles estimées par interpolation ou extrapolation. Pour la commune, le premier recensement exhaustif entrant dans le cadre du nouveau dispositif a été réalisé en 2005,.
En 2013, la commune comptait 5 043 habitants, en évolution de +10,96 % par rapport à 2008 (Eure : +2,66 %, France hors Mayotte : +2,49 %).
| 1793 | 1800 | 1806 | 1821 | 1831 | 1836 | 1841 | 1846 | 1851 |
| ---- | ---- | ---- | ---- | ---- | ---- | ---- | ---- | ---- |
| 660  | 581  | 536  | 513  | 473  | 516  | 523  | 552  | 523  |

| 1856 | 1861 | 1866 | 1872 | 1876 | 1881 | 1886 | 1891 | 1896 |
| ---- | ---- | ---- | ---- | ---- | ---- | ---- | ---- | ---- |
| 506  | 556  | 550  | 505  | 507  | 506  | 487  | 500  | 587  |

| 1901 | 1906 | 1911 | 1921 | 1926 | 1931  | 1936  | 1946  | 1954  |
| ---- | ---- | ---- | ---- | ---- | ----- | ----- | ----- | ----- |
| 586  | 633  | 651  | 772  | 931  | 1 124 | 1 090 | 1 214 | 1 345 |

| 1962  | 1968  | 1975  | 1982  | 1990  | 1999  | 2005  | 2010  | 2013  |
| ----- | ----- | ----- | ----- | ----- | ----- | ----- | ----- | ----- |
| 1 671 | 1 707 | 2 188 | 2 632 | 3 879 | 3 819 | 4 325 | 4 794 | 5 043 |

## Culture locale et patrimoine

### Lieux et monuments

#### Monuments historiques
- Église Saint-Georges, des XIIe, XIIIe, XVe & XVIe siècles - Edifice  Inscrit MH (2009)[43],[44]. Mobilier : vierge à l'enfant[45], Saint-Nicolas[46], Saint-Bruno[47], en provenance de la chartreuse.
- Crypte de la Chapelle de Bethléem, du XVIe siècle, reproduite selon les plans de celle de la Sainte-Chapelle à Bethléem -  Inscrit MH (1933)[48].

#### Monuments recensés et autres édifices d'intérêt local
- Chartreuse Notre-Dame de Bonne-Espérance dite Chartreuse de Bourbon-lèz-Gaillon des XVIe et XVIIIe siècles, dont il ne reste que quelques bâtiments situés au sein du quartier Domaine de la Chartreuse, recensés à l'inventaire[49], et dont le clos s'étendait jusqu'à la Seine.

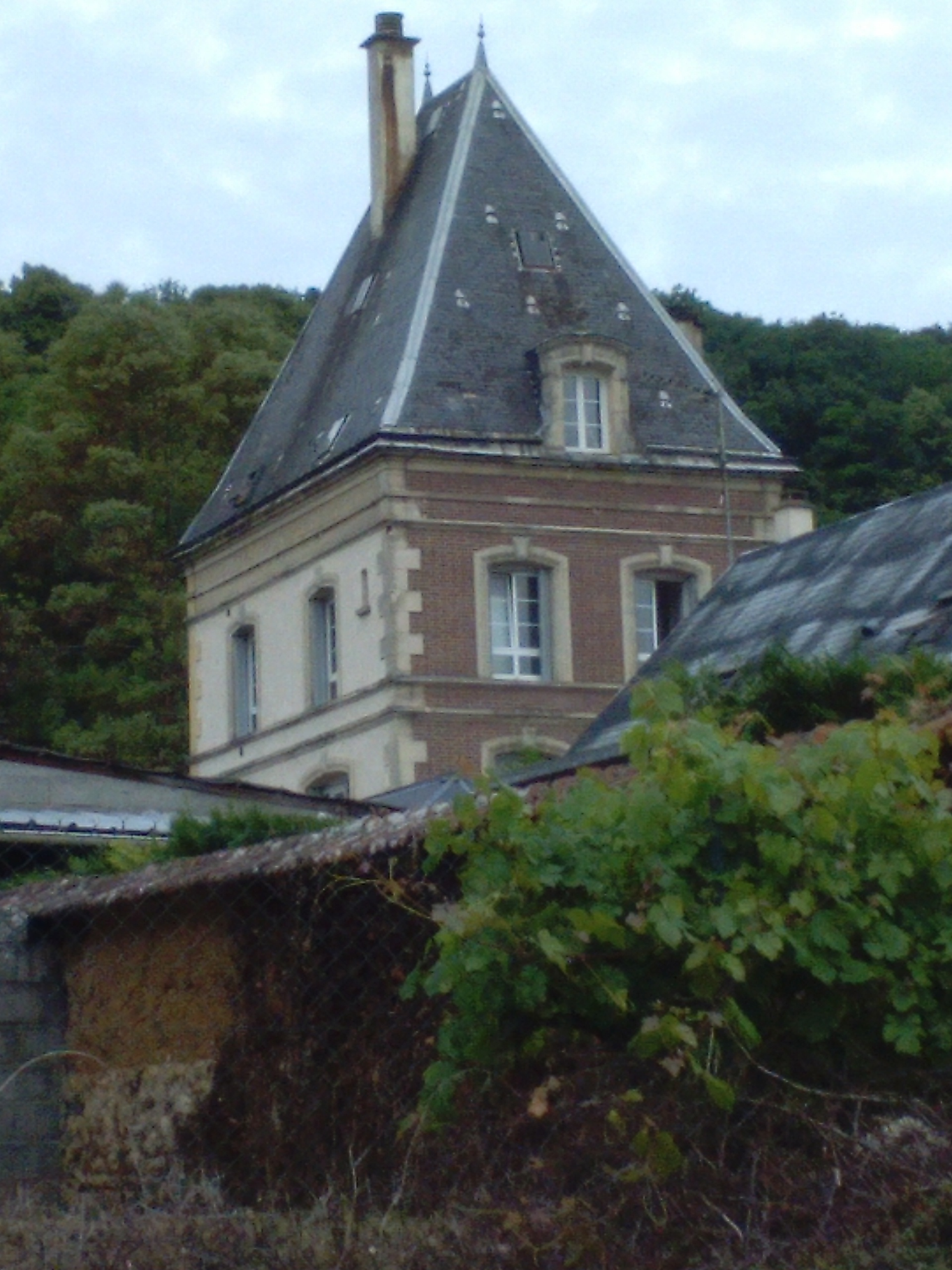
Elévation de la tour carrée du manoir de La Roque

- Elévation de la tour carrée du manoir de La RoqueChâteau de Tournebut, du XIXe siècle, et chapelle Notre-Dame, édifiés sur d'anciens manoirs des XIIIe et XVIIe siècles, recensés à l'inventaire[50]. Le bâtiment, acquis en 2001 par la commune, abrite le conseil de la CCEMS depuis juillet 2010.
- Château de la Créquinière (pour mémoire), dont le portail d'entrée et un bassin d'ornement sont encore visibles. Les propriétaires de cet immeuble furent François-Frédéric Alaboissette (1815-1883), historiographe de la Chartreuse, puis les époux Mignot (1892-1900), par ailleurs un temps propriétaires de la chapelle de Bethléem (11/11/1894). Dans ses dépendances fut construite en 1930 La Thébaïde.

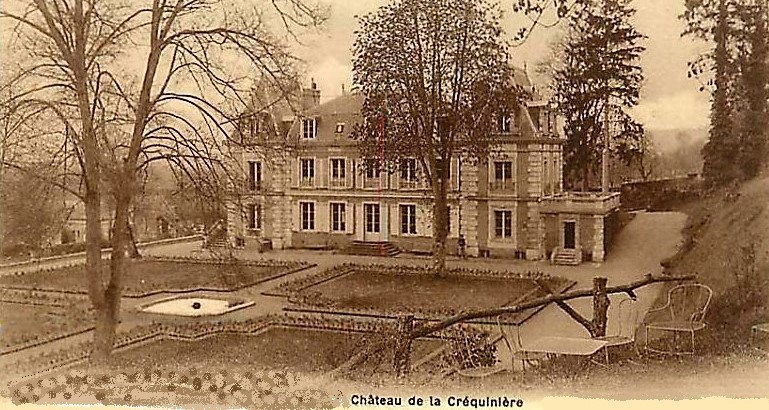
Manoir de la Créquinière, côté jardin et pièce d'eau.
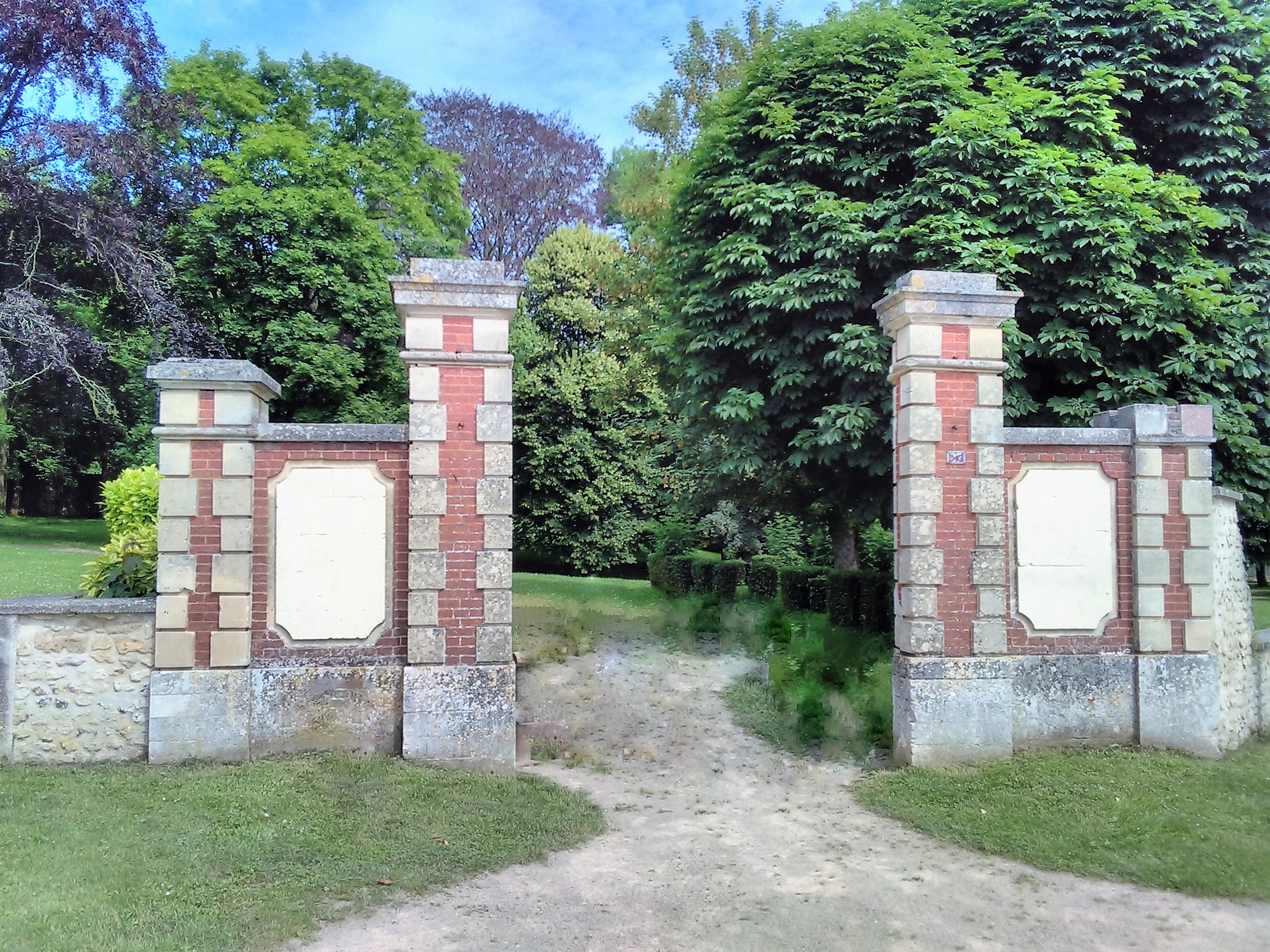
Entrée du parc de l'ancien château de la Créquinière.
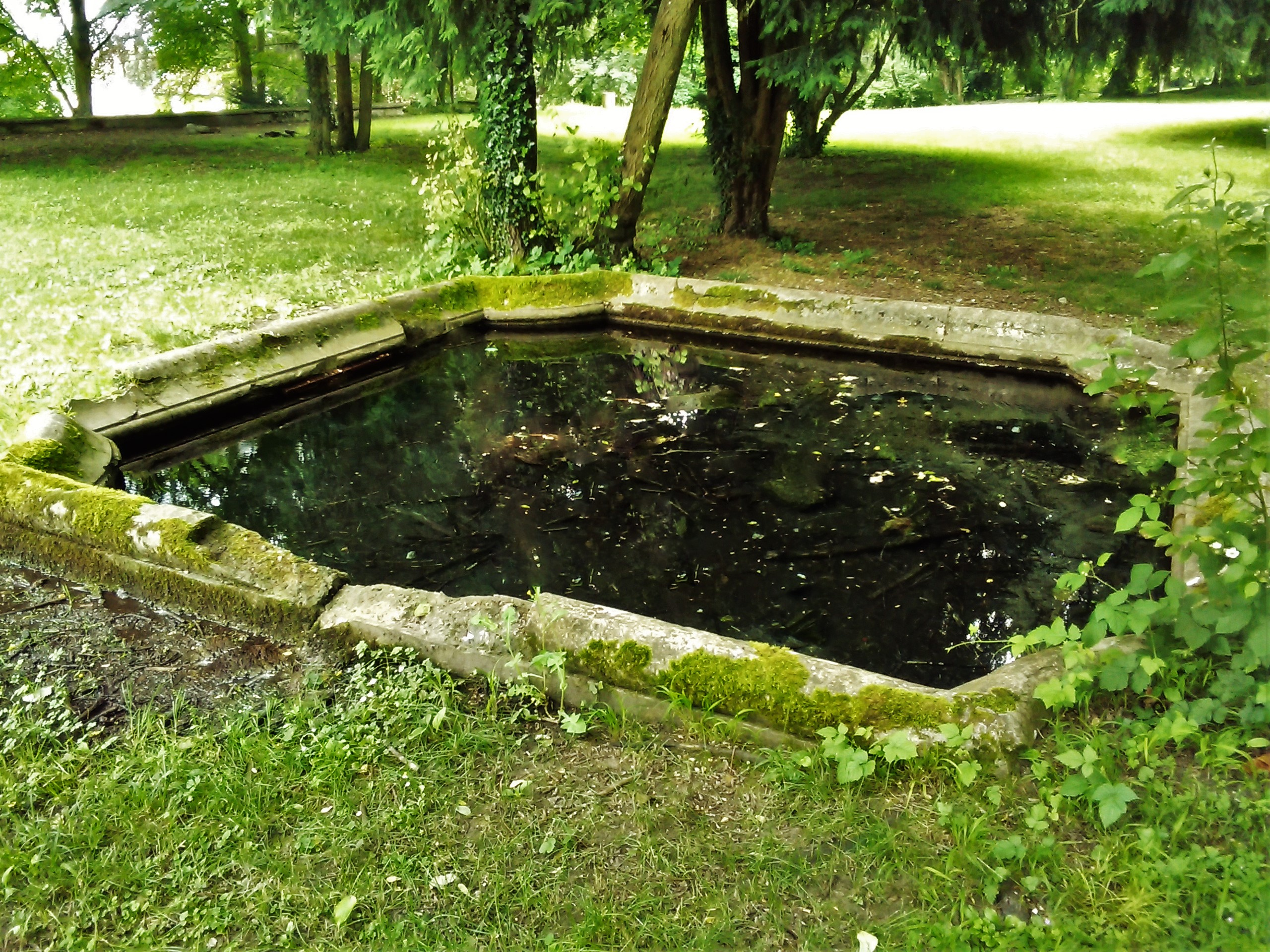
La pièce d'eau témoin du passé attaché au manoir.

- Manoir de Grosmesnil probablement du XVIIe siècle, recensé à l'inventaire[51]. Il est relaté que madame de Combray acquit ce « petit-château » afin d'y accueillir des contre-révolutionnaires pendant les périodes du Directoire, du Consulat et du Premier Empire.
- Logis de la Roque[52] et ferme[53] attenante, des XVIIe et XVIIIe siècles, recensés à l'inventaire.
- Statue de la Vierge noire, du XVIIe siècle, élevée par M. François-Frédéric Alaboissette en 1883 (Notre-Dame d'Aubevoye), lieu de pèlerinage.

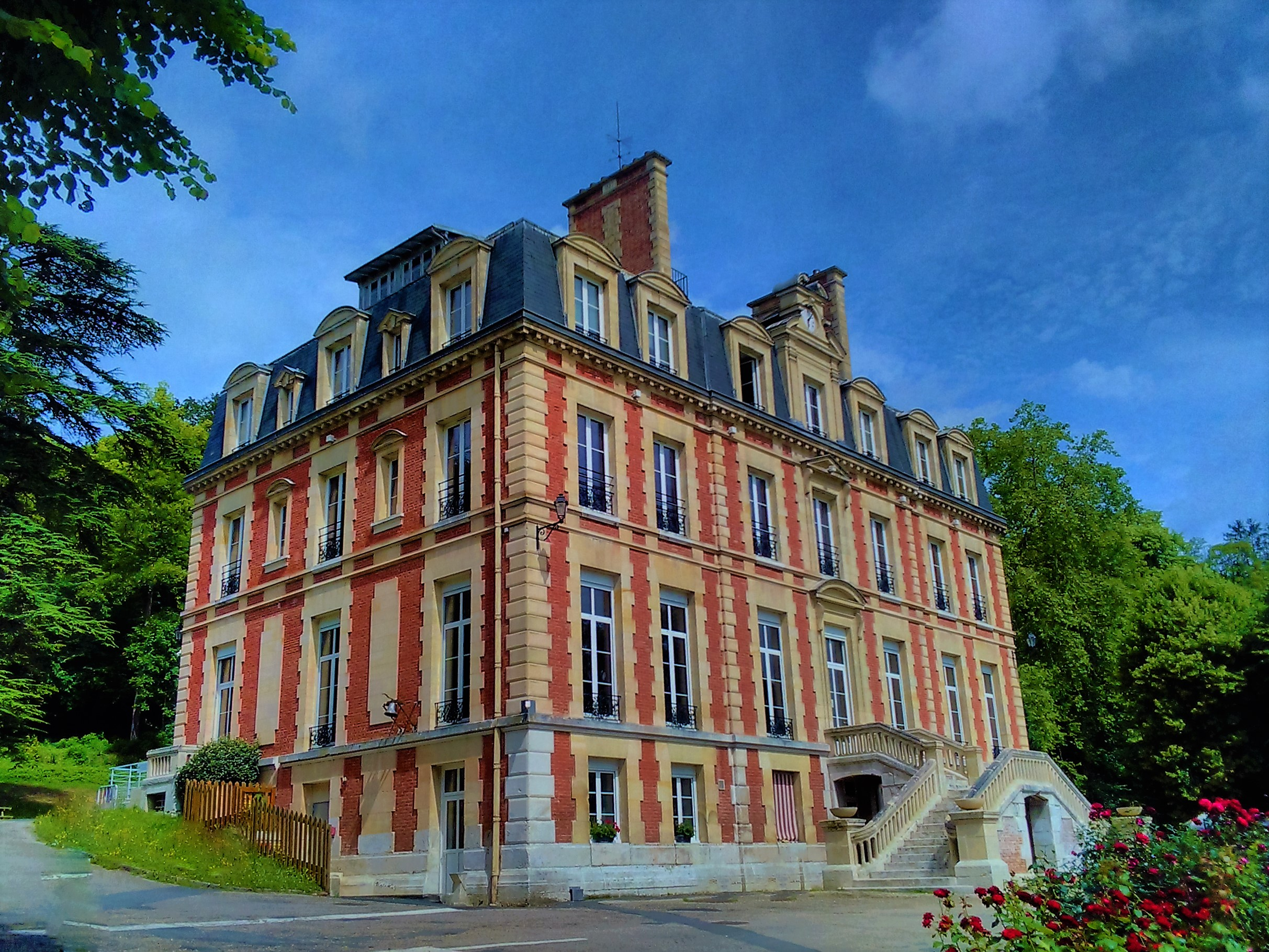
Le château de Tournebut, d'une face ...
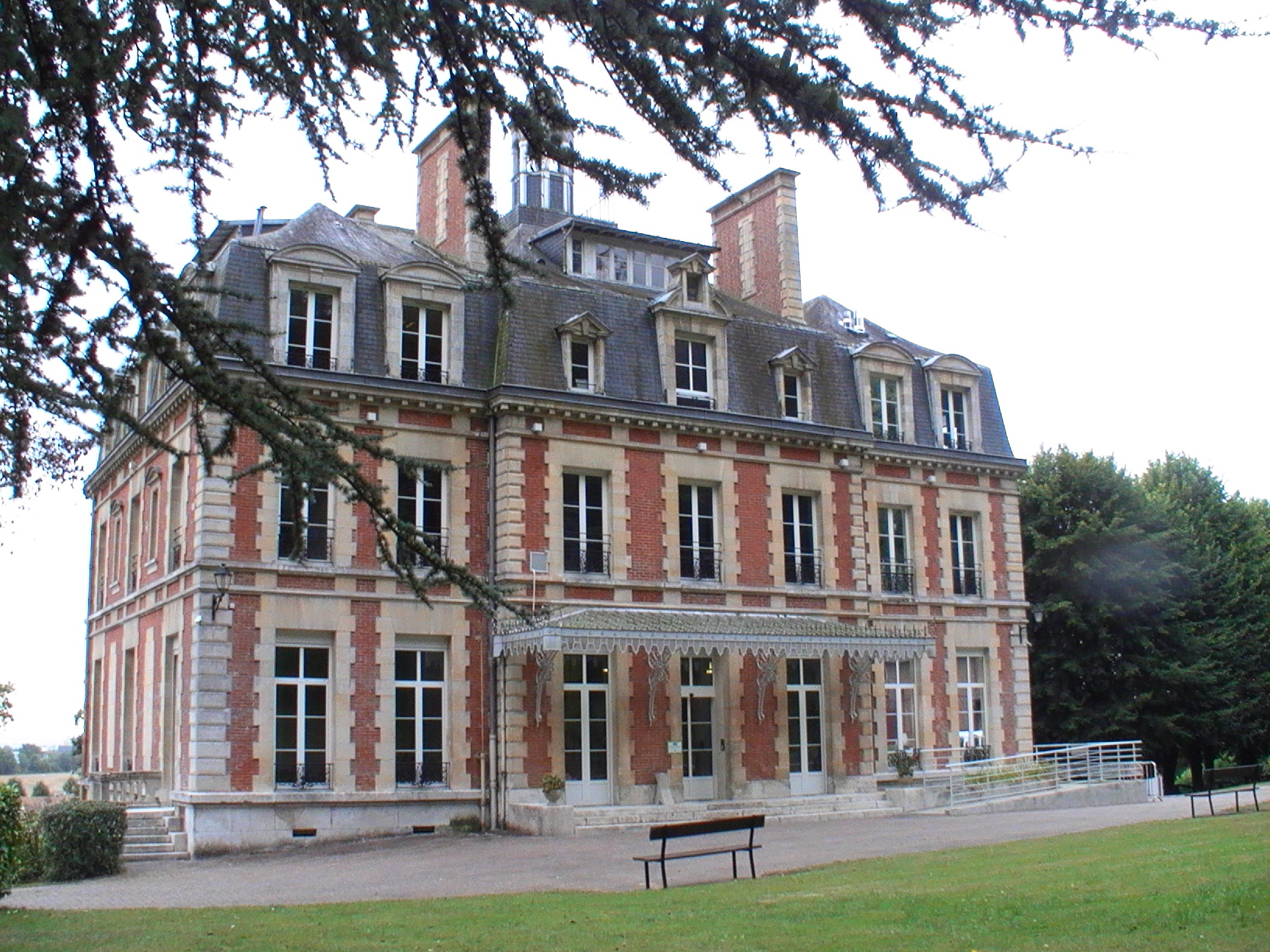
... et de l'autre ...
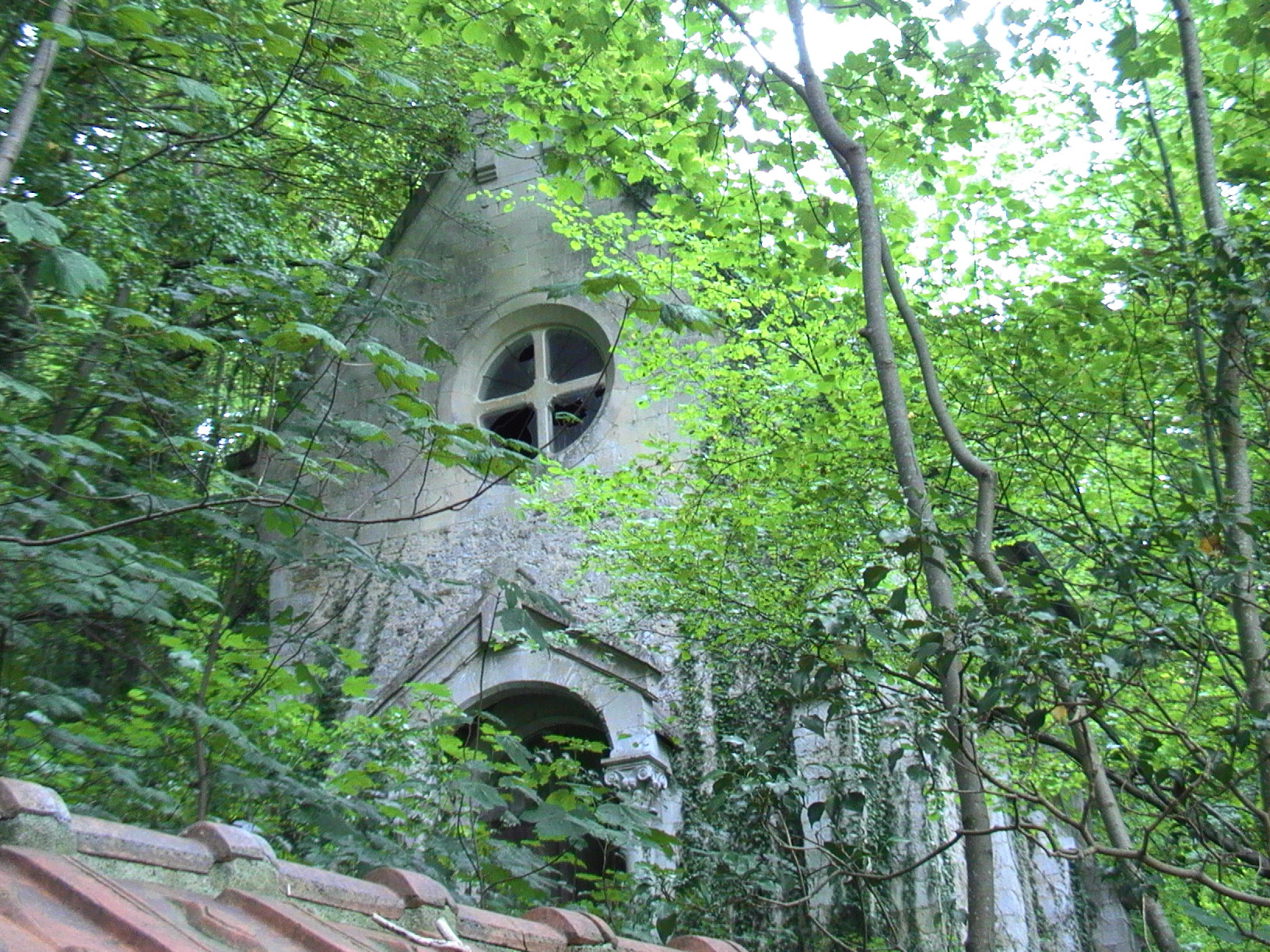
...et sa chapelle à redécouvrir.
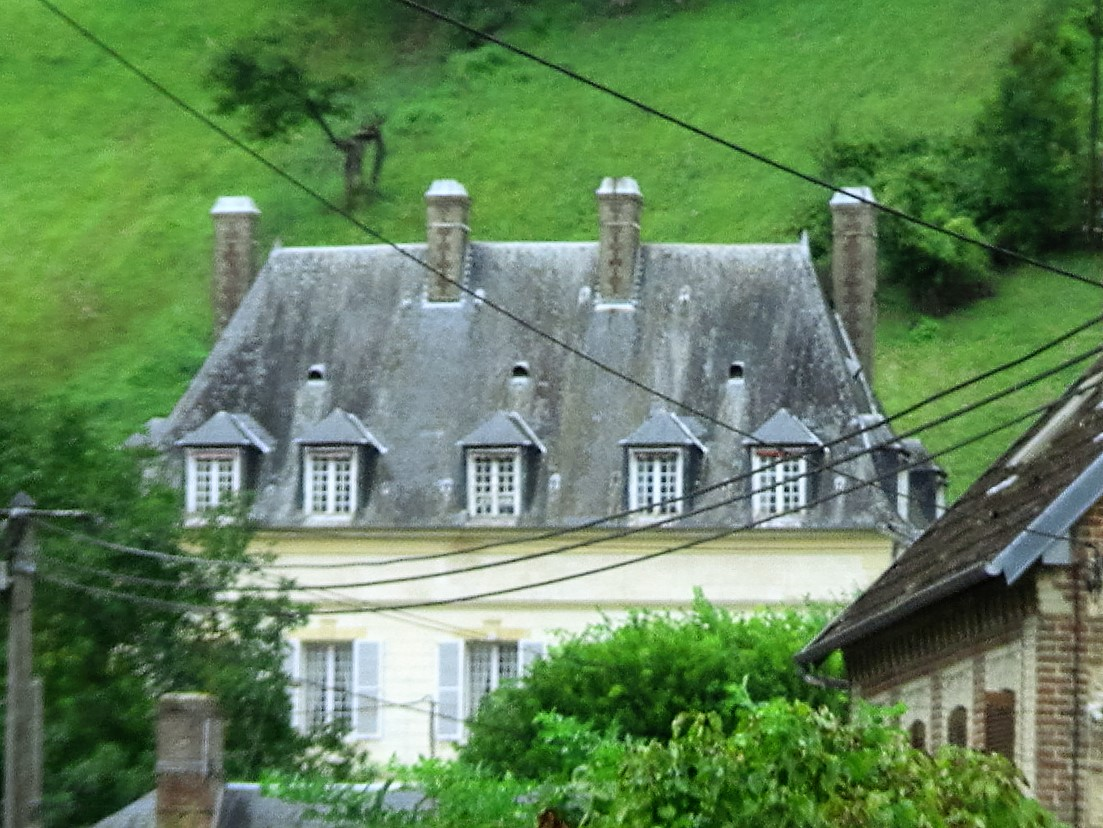
Le petit château de « Grosmenil ».

#### Autres édifices publics
- Mairie, place du Souvenir.
- Monument aux morts, place du Souvenir[54].

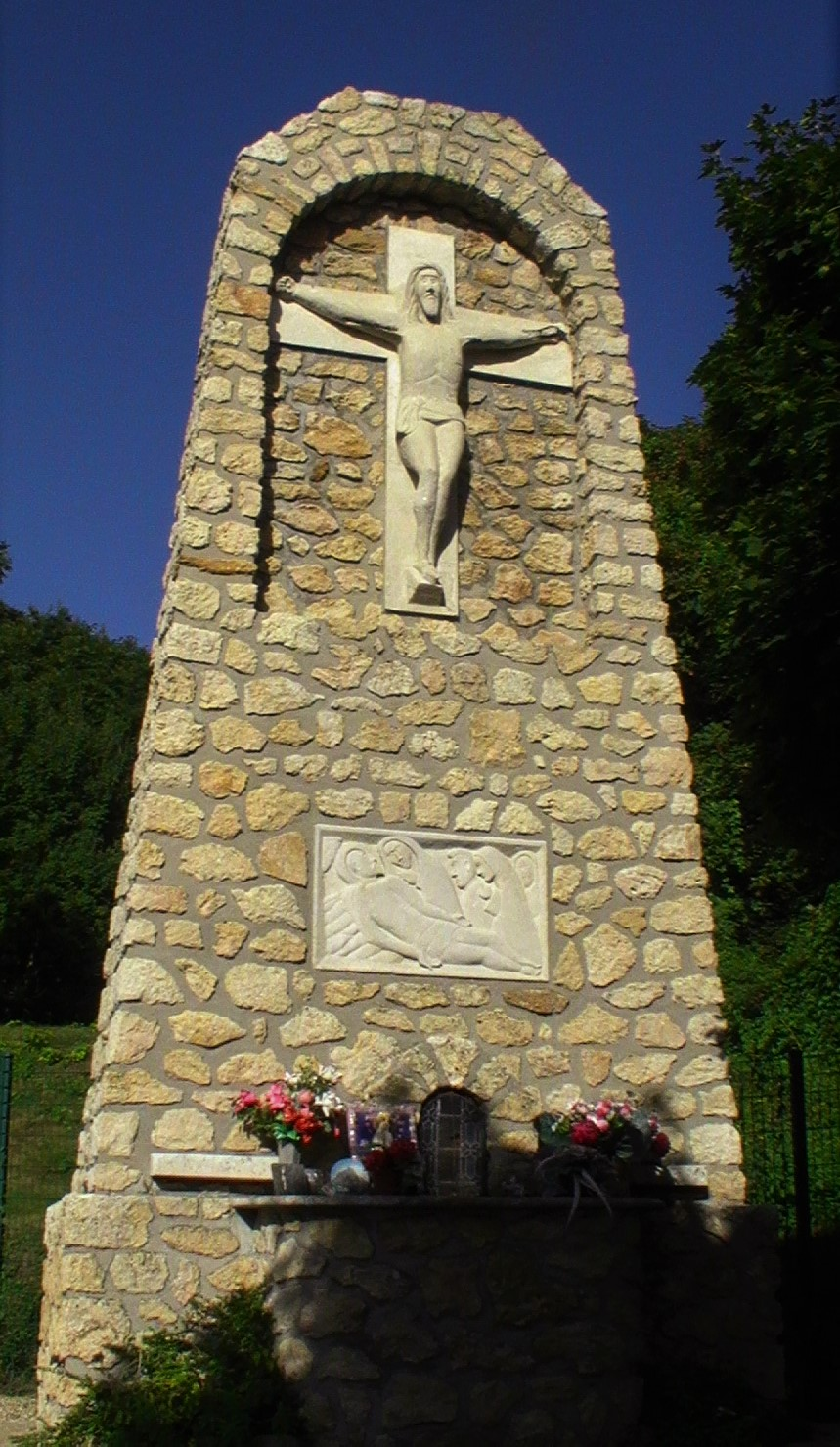
Calvaire du cimetière nouveau

#### Cimetières
- Enclos de l'église Saint-Georges. Un petit banc en pierre fait l'objet d'une conjecture : il s'agirait d'un dolmen dont Charpillon écrit qu'il a probablement été déplacé de l'entrée du cimetière dont il gênait l'accès.

- Carré militaire, dans l'enclos de l'église Saint-Georges.

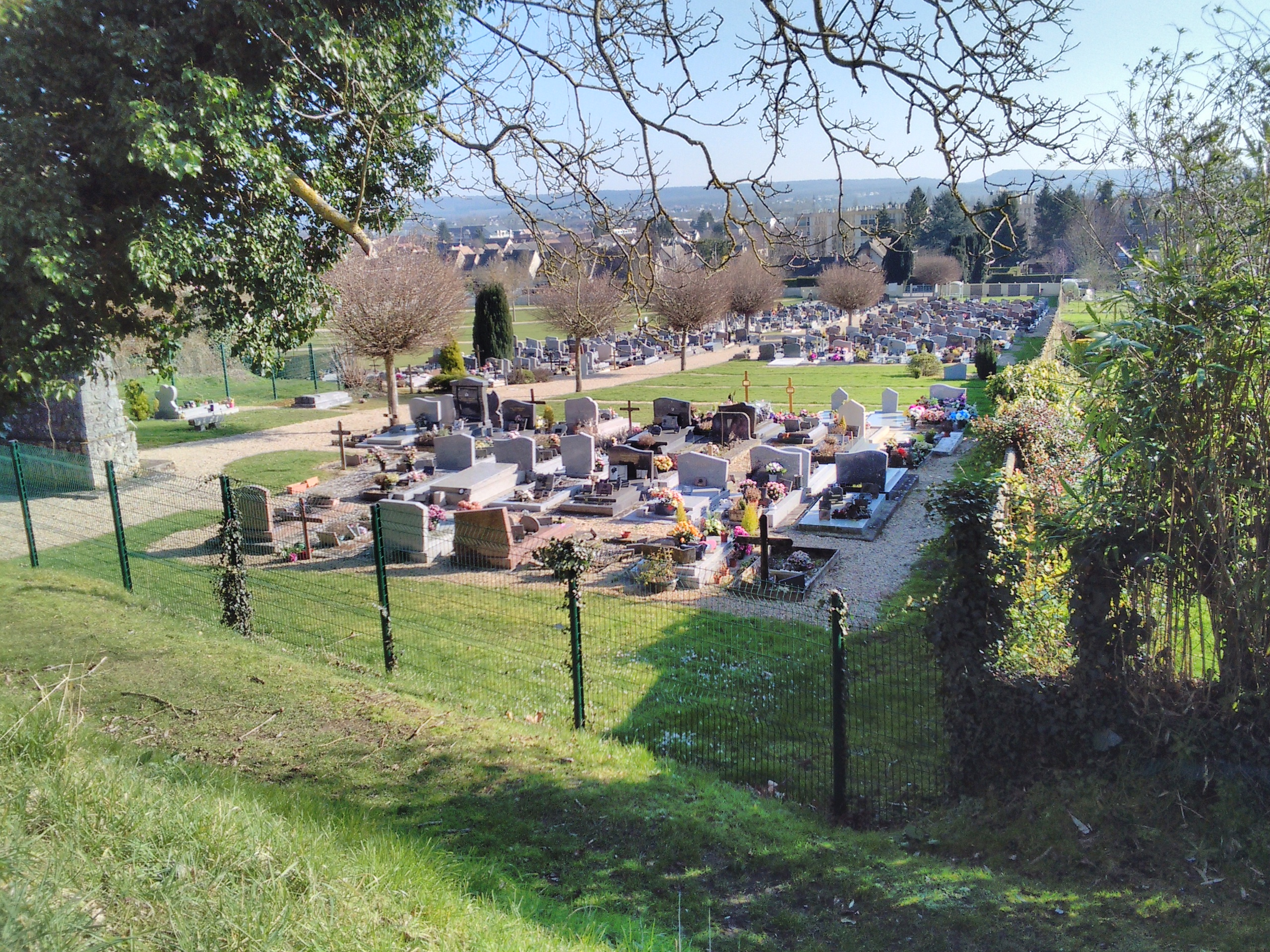
Cimetière nouveau.

- Nouveau cimetière ouvert en 1954, rue de la Créquinière, dont le calvaire (hauteur : 7,2 m) ci-contre est fait en moellons locaux et pierre de Vernon (dont le motif de la mise au tombeau), la plaque de marbre blanc de l'autel étant issue de la chapelle Notre-Dame de Bon Secours[55](du prieuré) des Quaizes (lieu-dit d'Ailly).

#### Espaces verts
- Partie nord de l'ancien parc du château de Gaillon.
- Parc de l'ancien château de la Créquinière, qui remonte jusqu'aux arrières du château de Gaillon, en longeant l'enceinte du centre d'essais Renault.
- Circuit rustique d'activités physiques aménagé (CRAPA), où des chemins sont tracés pour la marche ou la course, de nombreux bancs et enfin des jeux mis à la disposition des enfants. Dans l'extension plus récente du côté de la Chartreuse sont disposés des équipements sportifs individuels.

#### Équipements culturels et de loisirs
- Espace « Marcel-Pagnol », salle de spectacles polyvalente.
- Salle polyvalente « Pierre-Mondy » (cuisine équipée), louée aux particuliers.

### Patrimoine naturel

#### ZNIEFF
- L'île du Roule[4](n° régional : 83120039) fait partie de la zone naturelle d'intérêt écologique, faunistique et floristique (ZNIEFF) suivant la fiche suivante : .

#### Site classé
- La boucle de la Seine dite de Château-Gaillard  Site classé (2006)[56].

### Héraldique
|  | Les armoiries d'Aubevoye se blasonnent ainsi : D'azur à la voie romaine d’argent pavée de sable mouvant de la pointe et menant en chef à un arc de triomphe de trois arches aussi d'argent, l'arche centrale plus haute, au chef de gueules chargé de deux léopards d'or l'un sur l'autre. Les deux léopards d'or des armoiries d'Aubevoy rappellent les armoiries de la Normandie. |

### Personnalités liées à la commune
- Eustache Toustain, seigneur du Roule[58], sixième fils de Guillaume II Toustain et d'Anne de Croismare.

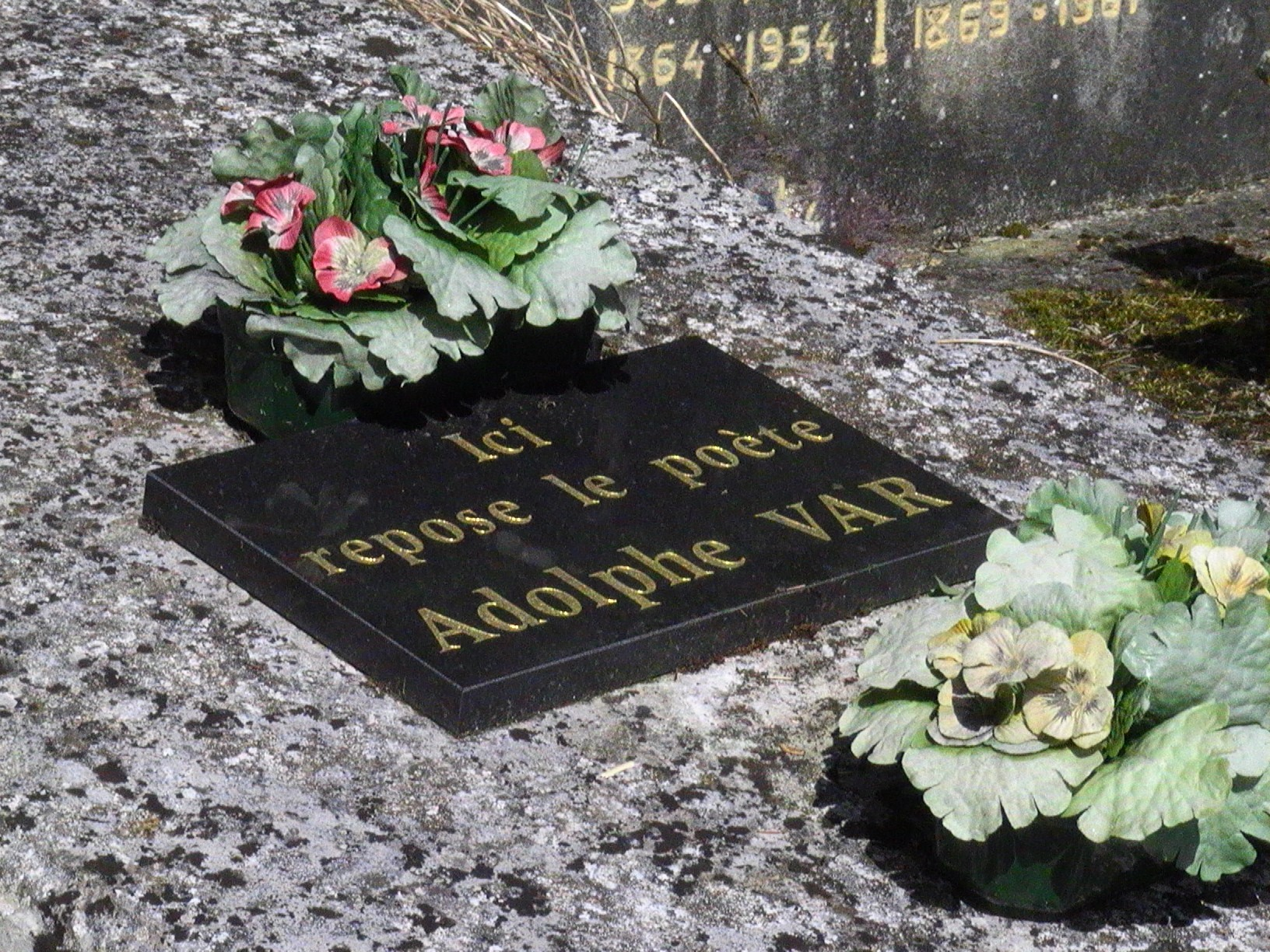
La tombe du poète dans l'enclos de l'église Saint-Georges.

- La tombe du poète dans l'enclos de l'église Saint-Georges.Cardinal Charles Ier de Bourbon (1523 - 1590, quelque temps roi de France sous le nom de Charles X), fondateur de la Chartreuse de Bourbon-lèz-Gaillon. Plusieurs membres de la lignée Bourbon-Soissons ont reposé en l'église de la chartreuse d'Aubevoye.
- Noël Argonne dit Bonaventure d'Argonne (1634 - 1704), chartreux, y est mort.
- Pierre-Louis Helin (1734 - 1791), architecte, qui reconstruisit la Chartreuse après l'incendie de 1764.
- Victor Louis (1731 - 1800), architecte, qui racheta la Chartreuse en 1792 et restructura le site pour son logis familial.
- La marquise de Combray (1742 - 1823), décédée en son manoir de Tournebut.
- Marie-Emmanuelle Bayon (1746 - 1825), musicienne, épouse de Victor Louis, y est décédée. Leur fille épouse Charles Éthis de Corny (1763 - 1829), officier de cavalerie, fils de Louis Éthis de Corny et maire de la commune.
- Paul Ferdinand Stanislas Dermoncourt (1771 - 1847), général des armées de la République et de l'Empire, décédé à Aubevoye.
- Henri Grout de Beaufort (1798 - 1825) : explorateur, natif d'Aubevoye[59].
- Adolphe Vard (15 août 1832 - 19 mai 1908), né et mort à Aubevoye, poète sous le pseudonyme de Jacques Ysart[60].
- Jean-Luc Recher (1953-2015) : maire de 1995 à 2015, conseiller départemental du canton de Gaillon de 1998 à 2015, premier président fondateur de la communauté de communes Eure-Madrie-Seine de 2002 à 2015.

## Jumelage

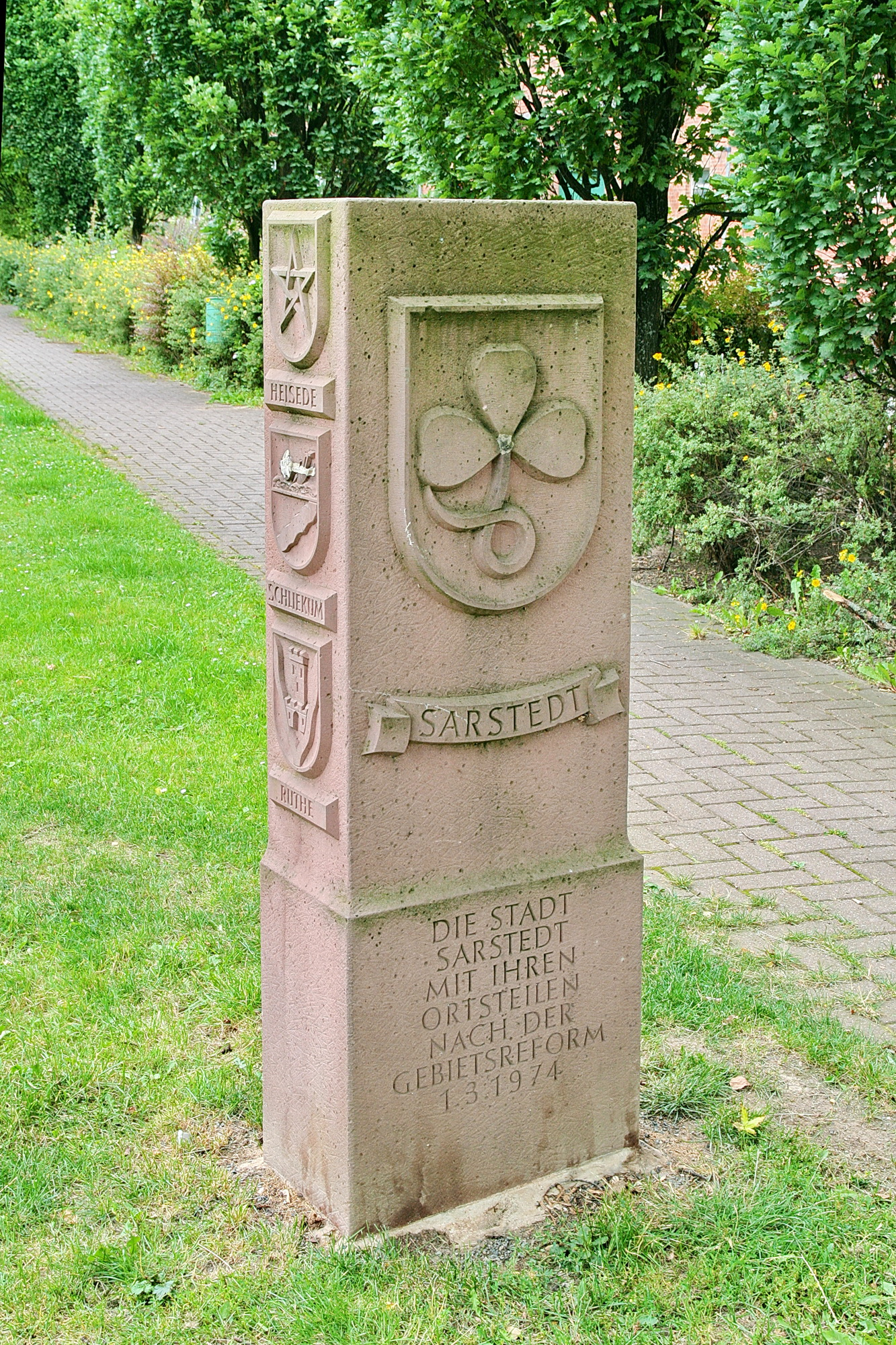
Un symbole connu des Albaviens du jumelage avec Sarstedt

- Un symbole connu des Albaviens du jumelage avec Sarstedt Sarstedt (Allemagne)